# صموئيل هوفمان
صموئيل هوفمان (بالإنجليزية: Samuel Hoffman)‏ هو موسيقي أمريكي، ولد في 23 يوليو 1903 في مانهاتن في الولايات المتحدة، وتوفي في 6 ديسمبر 1967.

## وصلات خارجية
- صموئيل هوفمان على موقع IMDb (الإنجليزية)
- صموئيل هوفمان على موقع ميوزك برينز (الإنجليزية)
- صموئيل هوفمان على موقع أول ميوزيك (الإنجليزية)
- صموئيل هوفمان على موقع ديسكوغز (الإنجليزية)
- صموئيل هوفمان على موقع قاعدة بيانات الفيلم (الإنجليزية)